# Glossobalanus sarniensis
Glossobalanus sarniensis är en djurart som tillhör fylumet svalgsträngsdjur, och som först beskrevs av Jean Baptiste François René Koehler 1886.  Glossobalanus sarniensis ingår i släktet Glossobalanus och familjen Ptychoderidae. Arten har ej påträffats i Sverige. Inga underarter finns listade i Catalogue of Life.